# Сражение при Порте
Сражение при Порте (греч. Μάχη της Πόρτας) — 2-х дневное (8—9 июня 1943 года) сражение у входа в горный проход в Порта и перевал Музакион, Западная Фессалия, состоявшееся в годы Второй мировой войны между двумя отрядами греческой партизанской армии ЭЛАС, и частями дивизии “Пинероло” Итальянской королевской армии, поддерживаемых итальянской авиацией. 
Успех греческих партизан против многократных (примерно в 20 раз) сил противника, прервал запланированную ещё в мае 1943 года штабом 11-й итальянской армии карательную операцию и одновременно вписался в масштабную операцию отрядов греческого Сопротивления начала июня-середины июля в Центральной и Северной Греции, целью которой было ввести в заблуждение командование оккупационных армий о предстоящей высадке союзников в Греции, вместо состоявшейся в действительности высадки в Сицилии. 
Сражение при Порте было одним из сражений начала 1943 года, ознаменовших трансформацию ЭЛАС из партизанских отрядов в "дисциплинированные войска умеющие сражаться" не только налётами и из засад. 
Участие в сражении двух сотен партизан-кавалеристов и трофеи захваченные в сражении у итальянского кавалерийского полка “Аоста”, кроме прочих, стали прелюдией создания Кавалерийской бригады ЭЛАС.

## Оккупация и Сопротивление
С началом оккупации Греции странами Оси страна была разделена на три зоны оккупации – немецкую, итальянскую и болгарскую
Фессалия как и Западная Македония оказалась в итальянской зоне, а непосредственно оккупацию и карательные операции осуществляла итальянская дивизия “Пинероло”, части которой располагались в Фессалии и Западной Македонии следующим образом:
- 13-й, 14-й и 313-й пехотные полки в Кастория, Гревена, Волос, Алмирос и Лариса (штаб дивизии)
- 18-й артиллерийский полк в городе Лариса
- 6-й кавалерийский полк Аоста в городе Трикала
- 130-й батальон чернорубашечников в городе Эласон

Вместе с вспомогательными подразделениями в общей сложности 14 тыс. человек.
Как и по всей стране инициатива по созданию движения Сопротивления принадлежала компартии Греции, создавшей Национально-освободительный фронт Греции, который затем свёл свои отряды в Народно-освободительную армию Греции (ЭЛАС).
К середине 1943 года ЭЛАС контролировала около половины территории страны и была реорганизована в регулярную армию, повторяя довоенную географическую структуру греческой армии и номера её дивизий.
Параллельно с регулярной ЭЛАС, были организованы отряды т.н. “резервной ЭЛАС”, представленной полу-подпольными иррегулярными отрядами и группами местного населения, не покидавшего свои места жительства и, кроме самообороны, участвовавшего в кратковременных операциях в своих регионах.

## События предшествовавшие сражению
Весной 1943 года греческое Сопротивление продемонстрировало рост своих сил и возможностей. Большие горные районы, в том числе в итальянской зоне оккупации, включая Западную Македонию и Фессалию были освобождены частями ЭЛАС
За впечатляющей победой партизан и резервистов ЭЛАС в сражении в Фардикампос в Западной Македонии последовали освобождения городов Кардица в Фессалии (12 марта), Гревена (24 марта) в Западной Македонии, и Мецовон (22 апреля) в. Эпире 
16 апреля итальянский рапорт отмечал что "контроль над северо-востокком, центром и юго-западом Греции остаётся ненадёжным, если не сказать несуществующим".
В ответ на это и в ожидании высадки союзников в Италии (по другим предположениям в Греции) штаб 11-й итальянской армии в Афинах, решил предпринять масштабные и координированные антипартизанские действия направленные на блокировании партизанских сил в горном массиве Пинда, а затем предпринять координированные и концентрированные атаки в Фессалии, Средней Греции и Эпире с тем чтобы зачистить эти регионы от партизан 
Начало операции планировалось на 20 мая
Предупреждённый о итальянских намерениях генштаб ЭЛАС приступил к отводу своих разрозненных отрядов на горный массив Пинда, разделяющий материковую Грецию на Восточную и Западную.
Командование ЭЛАС дало приказ своим региональным штабам готовиться к итальянскому наступлению, собрав основную часть своих сил в горном массиве Пинда, куда переберётся и генштаб, оставив на предыдущих местах арьергарды “беспокоящие” итальянцев.
Т.Хадзис в своих послевоенных мемуарах пишет, что это решение, а точнее его реализация в Фессалии и Македонии, где партизанские отряды были полностью выведены с больших территорий, было результатом сочетания осторожности и неопытности, а также путаницы в цепочке подчинения между иерархиями ЭАМ и ЭЛАС, что и подвергло репрессиям гражданское население, а также позволило соперничающим группам других политических ориентаций обосноваться на территориях оставленных ЭЛАС.
Некоторые бывшие бойцы ЭЛАС в своих послевоенных мемуарах даже приписывали это преднамеренной дезинформации британской Секретной разведывательной службы, направленной на то чтобы позволить соперничающей с ЭЛАС организации ЭДЕС, к которой англичане были более благосклонны, расшириться на территориях оставленных ЭЛАС. Партизанским отрядам западной и восточной Фессалии—в подчинении штаба (“подкомандования”) в Аграфа (Ὑπαρχηγείον Ἀγράφων), подкомандования Керкетиона (Ὑπαρχηγείον Κόζιακα), подкомандование гор Киссавос–Мавровуни (Ὑπαρχηγείον Κισσάβου-Μαυροβουνίου) и подкомандования Пелиона–Карадау (Ὑπαρχηγείον Πηλίου-Καραντάου)—было приказано двигаться в регион горы Змоликас в северной части хребта Пинда, оставив небольшие силы чтобы занять для прикрытия некоторые стратегические проходы и перевалы, в частности проход Порта-Музаки и перевал Каламбака–Дьява и беспокоить там итальянцев не ввязываясь в большие бои.

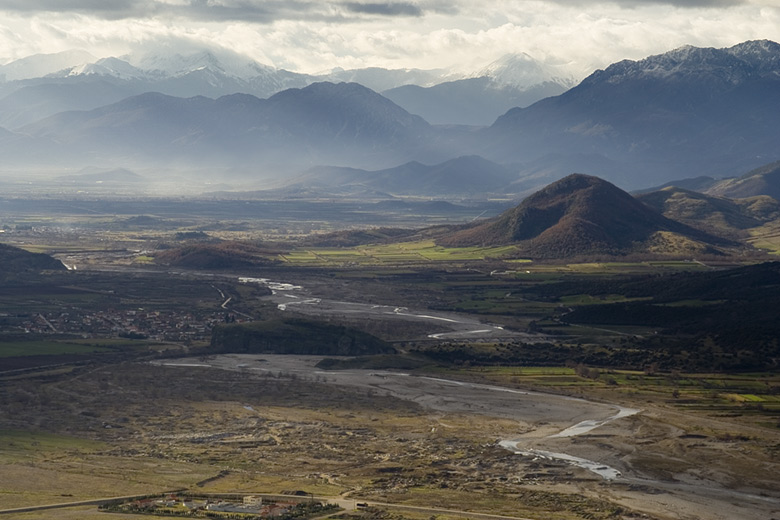
Фессалийская равнина

После начала итальянской операции 22 мая, восточнофессалийские силы подкомандований Оса и Пелиона —пересекли контролируемую оккупационными войсками Фессалийскую равнину в трёхдневной операции, передвигаясь только под покровом ночи.

## Поле боя и начальная диспозиция партизан ЭЛАС

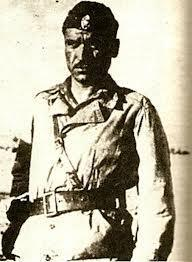
Димитрис Тасос (Букувалас).

Первые кавалерийские отряды греческих партизан в Фессалии были организованы в предгорьях, но, в силу ограниченной материальной базы и числа располагаемых коней, были немногочисленны. Переброшенные силы к Порте с гор Оса и Пелион были представлены двумя кавалерийскимих отрядами под командованием Георгиса Зароянниса («Καβαλάρης» - всадник) и Димитриса Тасоса (Букуваласа). Число кавалеристов не превышало 150 человек.

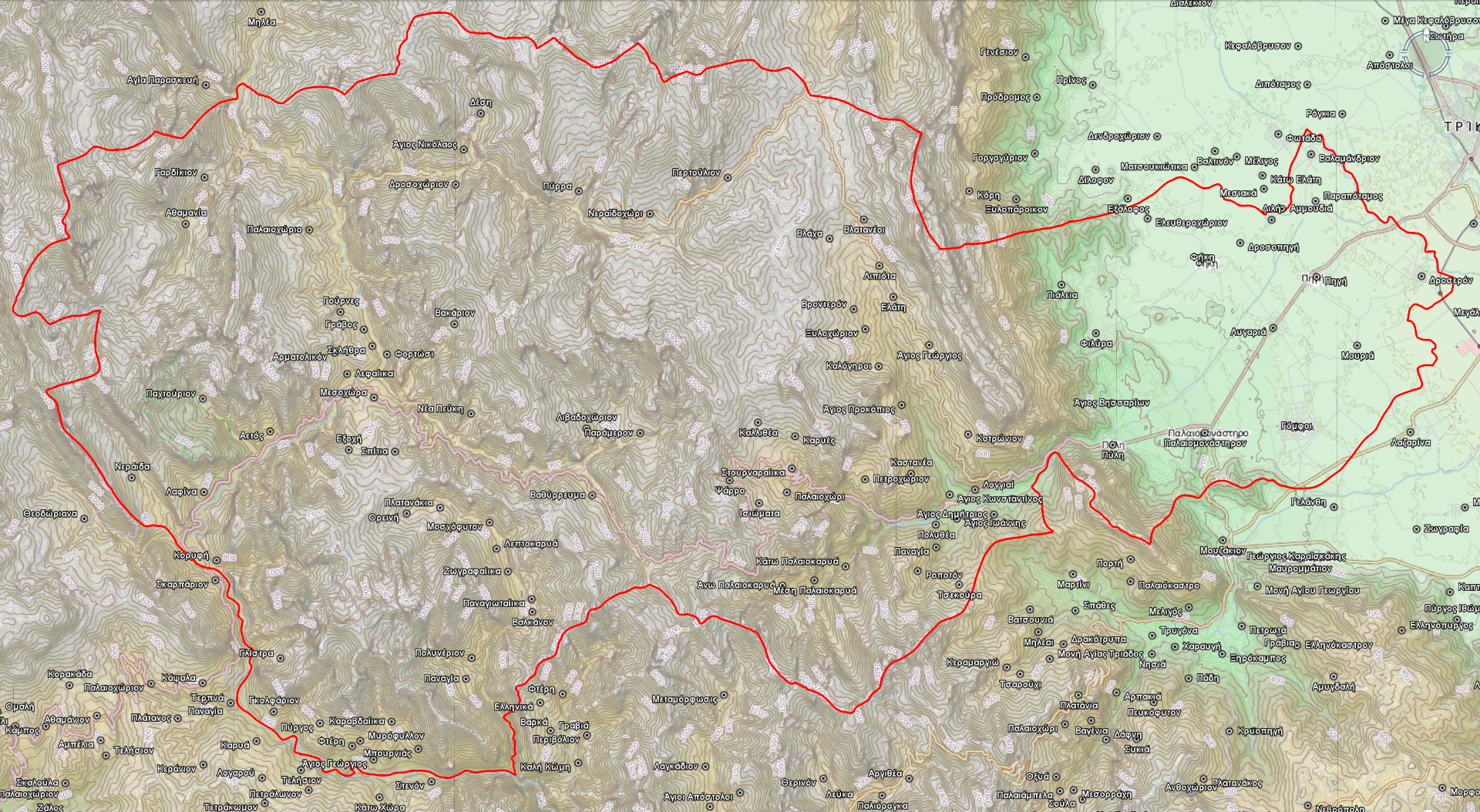
Село Пили, расположенное при входе в ущелье на дороге ведущей в горный массив Пинда.

Кавалеристы заняли позицию у села Пили (По́рта). И архаическое имя Пили (Пиле) и современный синоним Порта имеют одно и то же значение –Ворота. Село было первым при входе в ущелье, ведущем в контролируемый партизанами горный массив Пинда. 

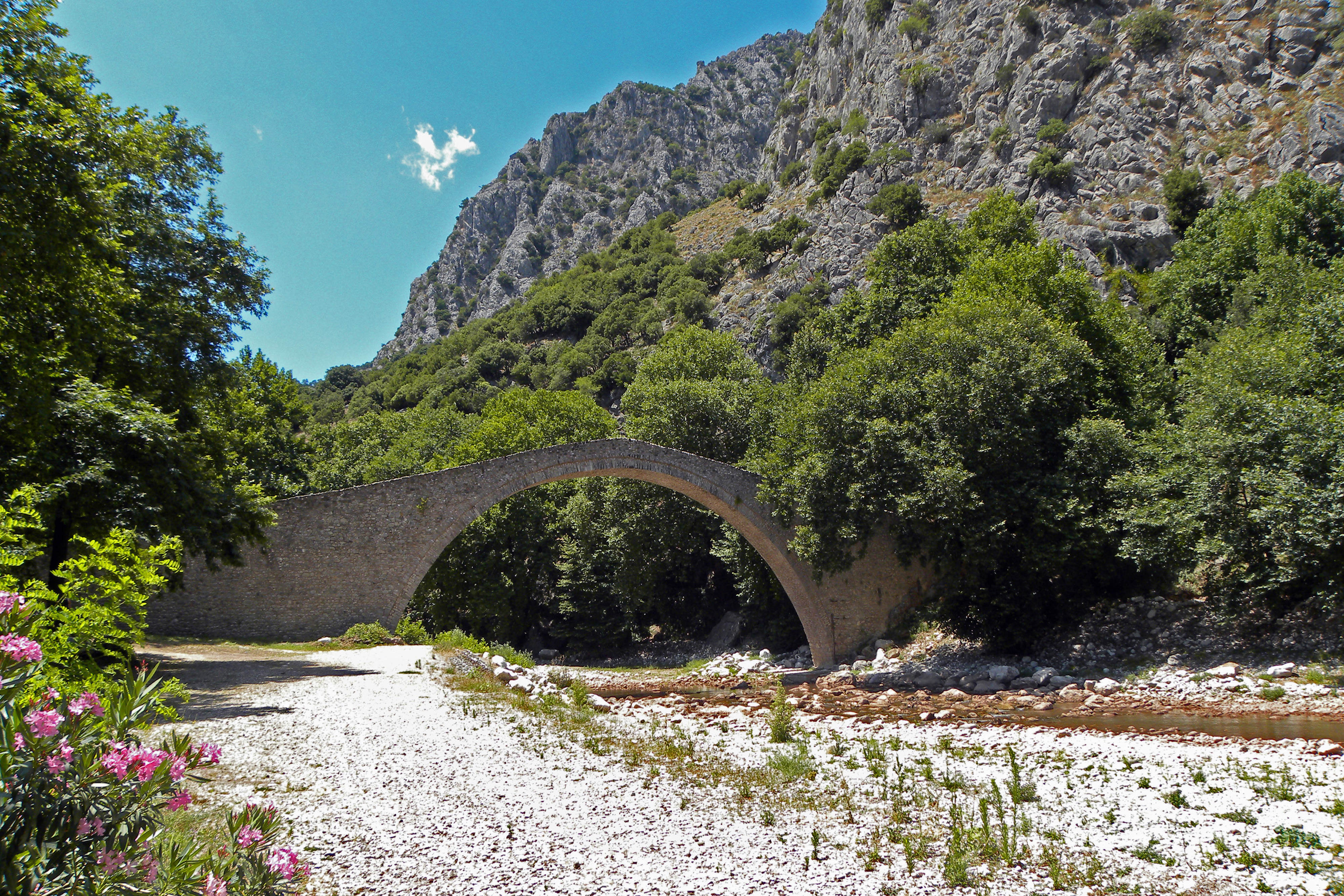
Река Портаикос

Проход Порты образован рекой Портаико́с при её выходе с Пинда  на Фессалийскую равнину. Село Порта расположено у самого входа в теснину. В 40х годах узкая дорога идущая из города Трикала в Пертули проходила рядом с селом, и пересекала реку через бетонный мост. 
Северная сторона теснины в направлении горы Козиакас почти недоступна, за исключением узких тропинок, но южная сторона в направлении гор Аграфа более доступна. Тыл оборонительной позиции Порты можно было атаковать по шоссейной дороге проходящей через брешь в Музаки, обеспечивающей лёгкий доступ к деревне Вацуниа. Как следствие защитники Порты были обязаны также держать под своим контролем Музаки, чтобы их не обошли с флангов
В то время как отряды из Пелиона-Осы заняли позиции у Порты, отряды подкомандования Керкетиона получили приказ занять перевал Каламбака – Дьява, а отряд посланный в регион Аграфа для обеспечения припасами получил приказ оставаться там и время от времени беспокоить итальянцев.

## Позиции партизан, командование и вооружение
Группа 40 местных резервистов (самооборона) прикрывала кавалеристов с севера, другая группа самообороны в 50 бойцов прикрывала их с юга. В общей сложности силы оборонявших Пили (Порта) и Музаки насчитывали 230 - 250 бойцов (В своих мемуарах М. Букувалас пишет что силы в общей сложности насчитывали только 140 бойцов, плюс подошедших в ходе боя ещё 60 бойцов) при поддержке 4 групп “резервистов” (ополченцев) из сёл Агиос Виссарион, Порта, Палеомонастирион, и Музаки, но только первая из них в действительности приняла участие в бою, в то время как остальные были использованы в качестве прикрытия. Отряд подкомандования Осы, усиленные отрядом подкомандования Аграфа удерживал проход Порта, в то время как отряд подкомандования Пелиона, также усиленный отрядом подкомандования Аграфа, удерживал перевал в Музаки. 
Отряды Пелиона-Осы были информированы, что они направлены сюда для наблюдения за проходами-перевалами Порта и Музаки, прикрывая если понадобится отход остальных партизан Фессалии. Вопреки приказам генштаба ЭЛАС совершать лишь налёты против наступающей итальянской армии, командиры этих двух соединений насчитывавших 250 человек с лёгким в основном вооружением и скудными боеприпасами, приняли решение удерживать перевалы против ожидаемой итальянской атаки. 
Как и в других партизанских соединениях по всей стране, бойцы отрядов ЭЛАС в Порта-Музаки были вооружены оружием различного происхождения: греческими винтовками Mannlicher-Schönauer, старыми французскими Lebel и даже старинными винтовками Гра, а также трофейными болгарскими и немецкими винтовками как и оружием британского происхождения. Подгруппы отрядов в Порта-Музаки располагали по одному автомату и одному лёгкому ручному пулемёту, также различного происхождения, начиная с французских пулемётов Шоша бывших на вооружении греческой армии в период Первой мировой войны до трофейных итальянских Breda Mod.30 и британских Bren. 
Единственным тяжёлым оружием были два пулемёта Hotchkiss и один итальянский миномёт без прицелов. 
Один из пулемётов и миномёт расположили в Порте, второй пулемёт в Музаки 
Партизаны столкнулись с нехваткой боеприпасов, у некоторых бойцов были всего 15 патронов для их винтовок. Таким же образом для миномёта имелось всего 36 снарядов, из которых 6 дали осечку и их пришлось ремонтировать в ходе боя. Только ручные пулемёты имели около 300 патронов, достаточных однако только на небольшую перестрелку. К одному из пулемётов вообще не было боеприпасов и патризанская полевая мастерская была вынуждена укоротить 3,500 немецких патронов на 2 мм чтобы обеспечить достаточное количество боеприпасов.
Командирами всех сил в Порте-Музаки были капитан кавалерии Георгиос Зарояннис (партизанский псевдоним  "Кавалларис", 'всадник'), ветеран греко-итальянской войны и командир отряда из Осы Тасос, Димитрис, более известный под именем "Мимис Букувалас". 
В ходе сражения бывший полковник генштаба греческой армии Димитриос Петрулакис, выполнял функции советника; после сражения, несмотря на то что он был убеждённым роялистом, он вступил в ЭЛАС в должности начальника её генштаба

### Подготовка к сражению
В течение двух недель перед перевалами велись полевые (фортификационные) работы и в соседних сёлах были установлены блок- посты.
Учитывая небольшие силы в распоряжении Зароянниса-Букуваласа фессалийский штаб сначала настаивал чтобы они только “беспокоили”, но командиры настаивали на том чтобы стоять и сражаться у Порты как можно дольше.
С этой целью, за две недели до сражения они начали обширные полевые работы на фронте 4 км простирающемуся к северу от Дусикоса до Музаки. 
Телефонные линии были проложены к аванпостам в Дусикос и Музаки, а также к Элати и Пертули в их тылу. Передовые отряды и конные патрули были посланы для сбора припасов и разведки на равнине как можно ближе к городу Трикала и телефонная линия была проложена к сёлам Мурья и Белеци чтобы предупредить о приближении итальянских сил. Штаб неохотно предоставил им свободу действий и Зарояннис и Букувалас продолжили подготовку к обороне. 
Поскольку в ближайшее время нельзя было ожидать подкреплений, командиры разработали планы чтобы задержать итальянцев как можно дольше.
Силам прикрывавшим Музаки было дано указание, в случае сильного давления противника, начать организованное отступление развернувшись вправо, сохраняя при этом контакт своего левого фланга с позициями в Порта.

## Подготовка итальянцев
В начале июня 1943 года, итальянцы удерживали город Трикала силами одного кавалерийского и одного пехотного полков, несколькими танками, артиллерийским дивизионом, сапёрами и вспомогательными службами, и другим кавалерийским полком в Полинери. 
Боевой дух итальянских солдат был низким, но их командование знало посредством сети доносчиков и разведывательных полётов самолётов что ЭЛАС оставила малые силы в Порта-Музаки, и начала возводить там оборонительные укрепления 
В рамках подготовки антипартизанской зачистки, из Ларисы были переброшены подкрепления включая т. н. “Римский легион” влашской сепаратистской организации спонсированной итальянцами. Для проведения антипартизанской операции в окрестных селениях были реквизированы вьючные животные. Силы собранные для операции в Порте насчитывали два полных пехотных батальона из 24-й пехотной дивизии Pinerolo (признанной к началу 1943 года "неполной" в силу низкой эффективности, с неполной укомплектованостью автомобилями вьючными животными и личным составом, два батальона из частично механизированного 6-го кавалерийского полка Lancieri di Aosta в Трикала, одной батареи полевой артиллерии, две роты арумынских сепаратистов , 4 самолёта-бомбардировщика и один разведывательный самолёт.

## 8 июня - начало сражения
В ночь с 7 на 8 итальянские силы начали движение из Трикала к деревне Лигарья на дороге к Петра.
Итальянские силы включали в себя два батальона мотопехоты, два эскадрона кавалерийского полка «Аоста», одну артиллерийской батарею, 2 роты влашских легионеров, в общей сложности 4.500 человек, под командованием полковника кавалерии Берти. Согласно Д. Балису и Севастакису, на второй день сражения итальянские силы насчитывали уже 5.500 человек, но в первый день не превышали 3000. Итальянское наступление поддерживалось авиацией – 4 бомбардировщика и 1 самолёт-разведчик.
8 июня, около 01:00, телефонист из Поляны информировал партизанских командиров о начале итальянского наступления и партизаны заняли свои позиции. Итальянцы прибыли в Белеци после 04:00.. 
С целью усилить психологическое воздействие на партизан, итальянцы расположили свою гарцующую кавалерию впереди колонны.
В 05:30 бойцы передовой группы отряда Пелиона расположенные на высотах над Белеци, открыли огонь по наступающим итальянцам, после чего отступили выше по склону горы. Вскоре после этого итальянская кавалерия и мотоциклисты вступили в контакт с оборонительными позициями Отряда Осы в Петра. По мере того как итальянская пехота следовала за своим авангардом, бои развернулись и в Петре и в Музаки. Обе стороны использовали располагаемое ими тяжёлое оружие, в то время как свои атаки начала и итальянская авиация. Единственный греческий миномёт оказался неэффективным, как из-за отсутствия прицелов, так и из-за отсутствия опыта миномётчиков и достаточных боеприпасов.
В секторе Порты итальянцы отошли после полудня, оставив только отряд в 40 человек на блок посту за Портой. Вскоре после этого группе 5 партизан удалось незаметно подкрасться к посту, застать врасплох охранявших его итальянцев и вынудить их покинуть позицию. Примерно в то же время лейтенант Г. Никитас принял командование миномётом и передислоцировал его, значительно улучшив точность и эффект его огня, что помогло рассеять итальянскую кавалерию готовившуюся атаковать Белеци после полудня 
Повторяющиеся кавалерийские атаки между Портой и Дусико отражались партизанским огнём до их подхода к греческим позициям. Это были последние итальянские попытки взять Порту на этот день.
Итальянцы нанесли главный удар в направлении Музаки, и к полудню немного продвинулись вперёд. Т. Куфодимос, командир группы из подкомандования Пелиона был ранен миномётным осколком около 12:30. Несмотря на ранение он остался на своём посту командуя боем, пока после полудня его не сменил И. Кацантонис. Около полудня итальянцы заняли деревню Музаки и сожгли её. Чтобы избежать окружения численно превосходящими силами, группы отряда Пелиона начали отходить к хребту между Музаки, Белеци и деревней Порти. К вечеру итальянцы прервали наступление и отошли к Белеци и Музаки.

## 9 июня – завершение сражения
В течение ночи, итальянцы перебросили к месту сражения ещё один кавалерийский полк из Симикли и по одному пехотному батальону из городов Лариса и Волос, доведя таким образом к утру общую численность своих войск до 5,500 человек. В то же время партизаны столкнулись с острой нехваткой боеприпасов, что проявилось уже в первый день сражения. 
Букувалас послал гонца в село Продромос, где располагался ближайший отряд (резервистов) ЭЛАС под командованием учителя Лепусиса. 
Он просил Лепусиса обойти правый фланг итальянского наступления и атаковать итальянцев с тыла. Лепусис демократически вынес предложение на обсуждение своим бойцам, которые не приняли его, будучи уверенными что позиции в Порте нельзя удержать. Ночью партизаны получили подкрепление в 60 человек из Пертули, которое заняло позиции на восточном фланге обороны Порты.
На рассвете итальянцы возобновили атаку при поддержке артиллерии и авиации.
Их атака была направлена не только на юг, протв Музаки, как в предыдущий день, но также на север, к горе Ко́зиакас, чтобы взять партизанские позиции в клещи. Первая атака была отбита и, как пишет Букувалас, партизаны могли видеть как командующий итальянцев приземлился на своём самолёте связи, чтобы поднять боевой дух своих солдат. Около полудня итальянцы сумели дойти до деревни Порти и сожгли её, но их последующие попытки продвинуться на южном фланге позиций у Петра были отражены. Роль пулемёта Hotchkiss установленного за деревней Порти и пулемётчика под псевдонимом "Флогас" ('пламя'), была решающей – его огонь сковывал итальянцев до конца дня.
Однако на северном фланге, итальянцы достигли большего успеха: кавалерийские эскадроны провели рекогносцировку подступов к горе Козиакас и установили что партизаны удерживают лишь район до деревень Дусикос и Лепеница. Во второй половине дня два итальянских батальона нанесли удар по северному флангу позиций в Порта, захватили деревни Горгири и Ксилопарико и наступали на высоты Лепеницы. Отсюда итальянцы и влашские легионеры могли обойти с флангов партизанские силы в Дусикос, которые были вынуждены отойти выше в гору. После того как у группы партизан оборонявших этот район закончились боеприпасы, во второй половине дня итальянцы вошли в деревню Дусикос и сожгли её. Возникла угроза защитникам Петры, у которых также заканчивались боеприпасы; оставалось по 2–5 патронов на винтовку, а снаряды для миномёта уже закончились 
В то же время итальянцы возобновили давление в направлении оси Склатена - Вациниа, угрожая партизанским позициям в Порте обходом с флангов.
В результате, командиры ЭЛАС дали приказ к отходу, который начался в 17:00, в направлении села Тырна. В 17:30, автомобильный мост на реке Портаикос был взорван чтобы воспрепятствовать дальнейшему наступлению итальянцев. 
Отход был совершён настолько быстро, что итальянцы, занятые поджогом села Порта, потеряли контакт с партизанами. После того как группы из Порты были благополучно выведены и новая оборонительная позиция была установлена в Котрони, под покровом ночи позиция в Музаки была также оставлена.
Однако итальянцы не решились углубиться в ущелье и на этом сражение при Порта завершилось. Победа осталась за партизанами. Итальянцы не продолжили своё наступление, и прервали свои запланированые антипартизанские карательные зачистки в горах Пинда.

### Отход итальянцев и акты возмездия
Отходя и по приказу полковника Берти, итальянцы сожгли сёла Музаки, Склатена, Вациниа, Порти, Ханиа, Ропотаниа сопровождая разрушения убийствами жителей:86. 
(После выхода Италии из войны партизаны захватили архив кавалерийского полка Аоста. На основании этих документов они держали полковника Берти в плену, намереваясь отдать его под суд за военные преступления, но Берти был освобождён после вмешательства британской военной миссии). 
В силу ошибочной оценки партизанских сил во много раз превышающая их фактическую численность итальянцы не пытались проникнуть в горные районы, и собрав своих мёртвых через 2 дня вернулись в Трикала. 
Всего 8 дней спустя силами в 1,500 человек итальянцы направились из Трикала против региона Аграфа где сожгли деревни Морфовуни, Каналиа и Месениколас. 
Около Вунеси они вступили в бой с 30 партизанами подкомандования Аграфа, которые сразу после первой перестрелки отошли выше в гору. 
Но итальянцы подозревая большую засаду прервали свою операцию и вернулись на свою базу.

### Цифры потерь
Особый интерес (вопрос) вызывает разнобой представленных в разных источниках цифрах потерь. 
В “ревизионистских” работах последних десятилетий потери Вермахта на территории Греции иногда “перепроверяются” могилами немецких военных кладбищ в стране. 
В том что касается итальянских потерь, таковых (организованных итальянских военных кладбищ) на территории Греции нет. 
Согласно свидетельствам (мемуарам) бойцов ЭЛАС около 250 партизан, сражаясь два дня против значительно превосходящих сил противника, использовавшего также артиллерию и авиацию, потеряли только 2 бойца раненными, в то время как итальянцы потеряли убитыми и раненными около 300 человек, включая 1 майора. 
Командующий ЭЛАС, генерал Сарафис, который находился в селе Агиа Параскеви, недалеко от поля боя, заявил что "почти 500" итальянцев были убиты и ранены, добавив что итальянские потери включали также много коней и 1 самолёт.
Позже, в своих послевоенных мемуарах, генерал Сарафис увеличил число итальянских потерь до «примерно 700». Однако по данным зарегистрированным “Управлением истории греческой армии”, были убиты всего 3 итальянских солдата и 5 влашских легионеров. Кроме того что цифры “Управления истории” не объясняют ответные итальянские действия (репрессии и сжигание деревень), нет ссылок если эти цифры представлены в рапортах/документах итальянской армии, или оккупационными властями и прессой или в каких либо других источниках. Попытки замалчивания или принижения вклада ЭЛАС в греческое Сопротивление ведут своё начало с Гражданской войны в Греции (1946-49), но отмечены и в первые десятилетия XXI века, сопровождаемые также иногда вандализмами в отношении памятников бойцам ЭЛАС, в частности в Пертули, в 50 км от Порты, где в 1943 году находился генштаб ЭЛАС.

## Значение сражения
Независимо от завышенных или заниженных цифр потерь сторон, для ЭЛАС сражение в Порте имело особое значение, поскольку, как пишет генерал Сарафис, впервые она противостояла итальянцам в качестве регулярной армии в "более или менее полномасштабных оборонительных действиях", а не в засадах и налётах. Это ознаменовало трансформацию ЭЛАС из партизанских отрядов в "дисциплинированные войска умеющие сражаться", что с готовностью признавали сами итальянцы: итальянский комендант в Трикала сделал это замечание местному греческому префекту, сделав ему выговор за то что тот не предоставил ему точной информации о партизанах. С этого момента и до выхода Италии из войны в сентябре 1943 года, итальянские гарнизоны в Фессалии оставались в городах и отказывались от любых дальнейших попыток противостоять партизанам. Немцы осознали, что у них не было союзников способных поддерживать оккупационный порядок. Вооружённые итальянцами «легионеры» были способны только к убийству мирного населения и грабежу. После сражения итальянцы разоружили и разогнали арумынские легионы.
Через несколько недель после выхода Италии из войны, итальянские войска в Фессалии начали переговоры о переходе на сторону партизан. Именно здесь, в Порте, генерал Инфанте подписал сдачу дивизии Пинероло партизанам Народно-освободительной армии Греции (ЭЛАС). Первоначально было согласовано, что итальянские соединения и главным образом дивизия Pinerolo и кавалерийский полк Aosta не будут расформированы и сохранят своё оружие для борьбы с немцами. Но почти сразу после подписания договора командование ЭЛАС убедилось что в действительности итальянцы не намерены воевать, а геополитических планах британской миссии их оружие стало яблоком раздора. 15 октября 1-я дивизия ЭЛАС силой разоружила дивизию Пинероло, встретив лишь кратковременное сопротивление кавалерийского полка Aosta и отдельных гарнизонов в регионе Порты.